# James MacDonald
John James MacDonald (Dundee, 19 maggio 1906 – Glendale, 1º febbraio 1991) è stato un doppiatore britannico naturalizzato statunitense.

## Biografia
James MacDonald nacque a Dundee, in Scozia, il 19 maggio 1906, ad appena sei mesi si trasferì con la famiglia in America.
Lavorò come doppiatore e rumorista per la Walt Disney Company. Fu la seconda voce di Topolino dopo Walt Disney, sia nei cortometraggi che nei lungometraggi, dal 1948 al 1977. Doppiò numerosi personaggi dei classici disneyani, come Giac, Gas e Tobia in Cenerentola (1950) e Toperchio in Alice nel paese delle meraviglie (1951).
Morì nel 1991 a 84 anni per insufficienza cardiaca.

## Doppiaggio (parziale)
- Cenerentola (1950)
- Alice nel Paese delle Meraviglie (1951)
- La spada nella roccia (1963)
- Le avventure di Bianca e Bernie (1977)
- Bongo e i tre avventurieri (1947) - Topolino (2° voce)